# Dorle Vallender
Dorle Vallender, née le 1er novembre 1941 à Hagen (Rhénanie-du-Nord-Westphalie) (originaire de Trogen), est une personnalité politique suisse, membre du Parti radical-démocratique.
Elle est la première femme à représenter le canton d'Appenzell Rhodes-Extérieures au Conseil national, de fin 1995 à fin 2003.

## Biographie
Dorle Vallender naît le 1er novembre 1941 à Hagen, en Rhénanie-du-Nord-Westphalie (Allemagne). Elle est originaire (par naturalisation) de Trogen, dans le canton d'Appenzell Rhodes-Extérieures.
Elle quitte l'Allemagne pour étudier l'économie à l'Université de Saint-Gall et y obtient un doctorat en 1974, sous la direction de Theo Keller (de).
Elle enseigne l'économie et le droit au gymnase de Trogen de 1982 à 1998,. 
Elle est par ailleurs juge au tribunal cantonal d'Appenzell Rhodes-Extérieures de 1986 à 1993. Elle est à ce titre la première femme élue à un poste par une Landsgemeinde.
Elle est mariée à Klaus Vallender, professeur de droit à l'Université de Saint-Gall, et vit à Trogen.

## Parcours politique
Elle siège au législatif de la commune de Trogen de 1987 à 1994, où elle est membre de la commission des finances. Elle est vice-présidente de 1991 à 1995 de la commission chargée de la révision complète de la constitution cantonale.
Elle est la première femme à représenter le canton d'Appenzell Rhodes-Extérieures au Conseil national, de fin 1995 à fin 2003 (deux législatures).
Elle milite tout au long de son parcours politique en faveur des droits des femmes, des homosexuels et d'autres minorités. Elle donne notamment des cours du soir gratuits d'éducation civique au Centre de liaison des associations féminines (de) du canton d'Appenzell Rhodes-Extérieures .